# Luang-Prabang
Luang-Prabang är en flygplats i Laos.   Den ligger i provinsen Louang Prabang, i den nordvästra delen av landet, 220 km norr om huvudstaden Vientiane. Luang-Prabang ligger 291 meter över havet.
Terrängen runt Luang-Prabang är huvudsakligen kuperad, men den allra närmaste omgivningen är platt. Runt Luang-Prabang är det ganska tätbefolkat, med 104 invånare per kvadratkilometer. Närmaste större samhälle är Louang Prabang, 3,0 km väster om Luang-Prabang. I omgivningarna runt Luang-Prabang växer i huvudsak städsegrön lövskog.